# Antonov An-71
L'Antonov An-71 (in cirillico Антонова Ан-71, nome in codice NATO Madcap) era un aereo AWACS ad ala alta progettato dall'OKB 153 diretto da Oleg Konstantinovič Antonov, sviluppato in Unione Sovietica nei primi anni ottanta del XX secolo e rimasto allo stadio di prototipo.

## Storia del progetto

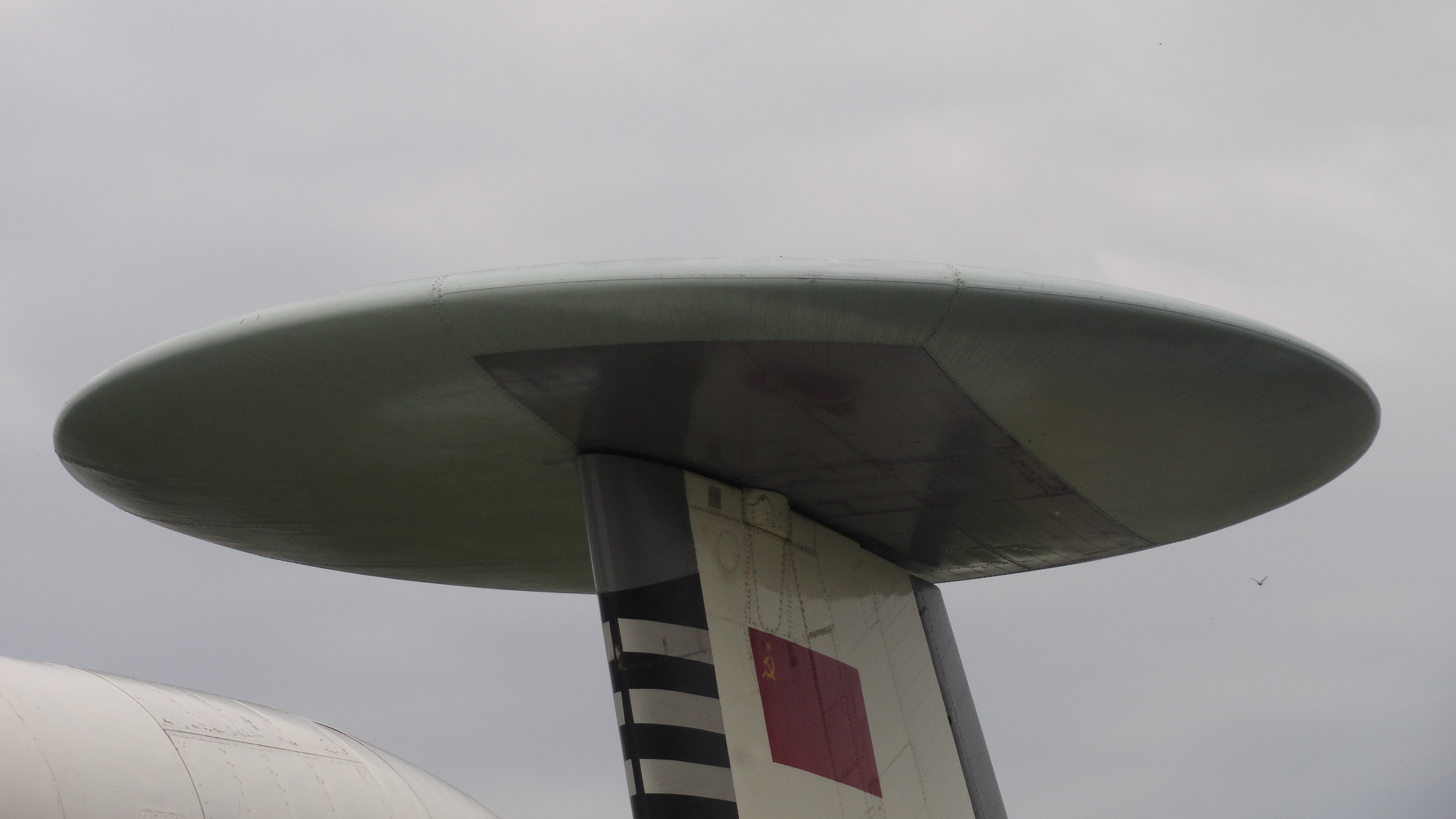
Particolare del rotodome dell'Antonov An-71

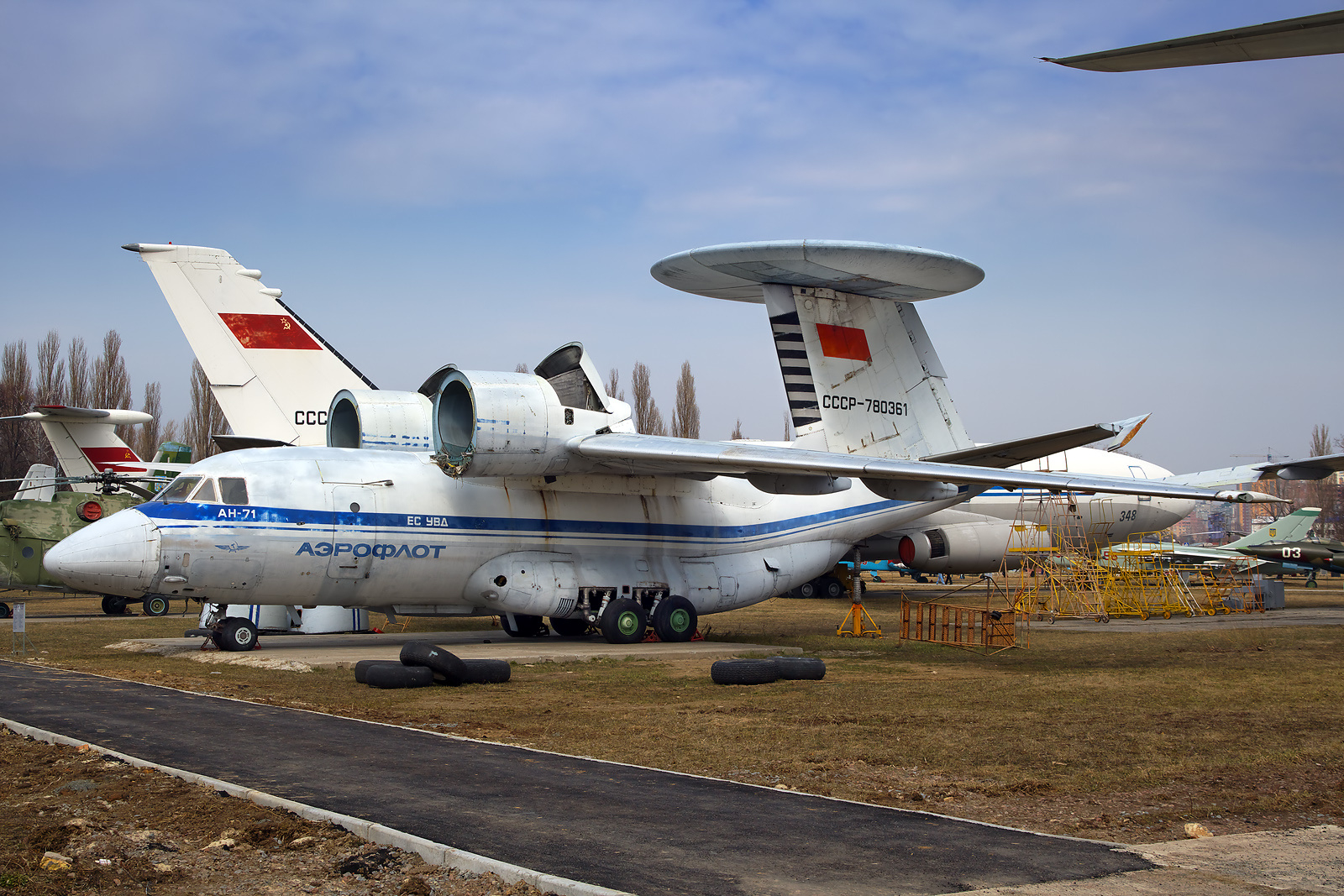
L'esemplare di An-71 esposto presso l'Ukraine State Aviation Museum.

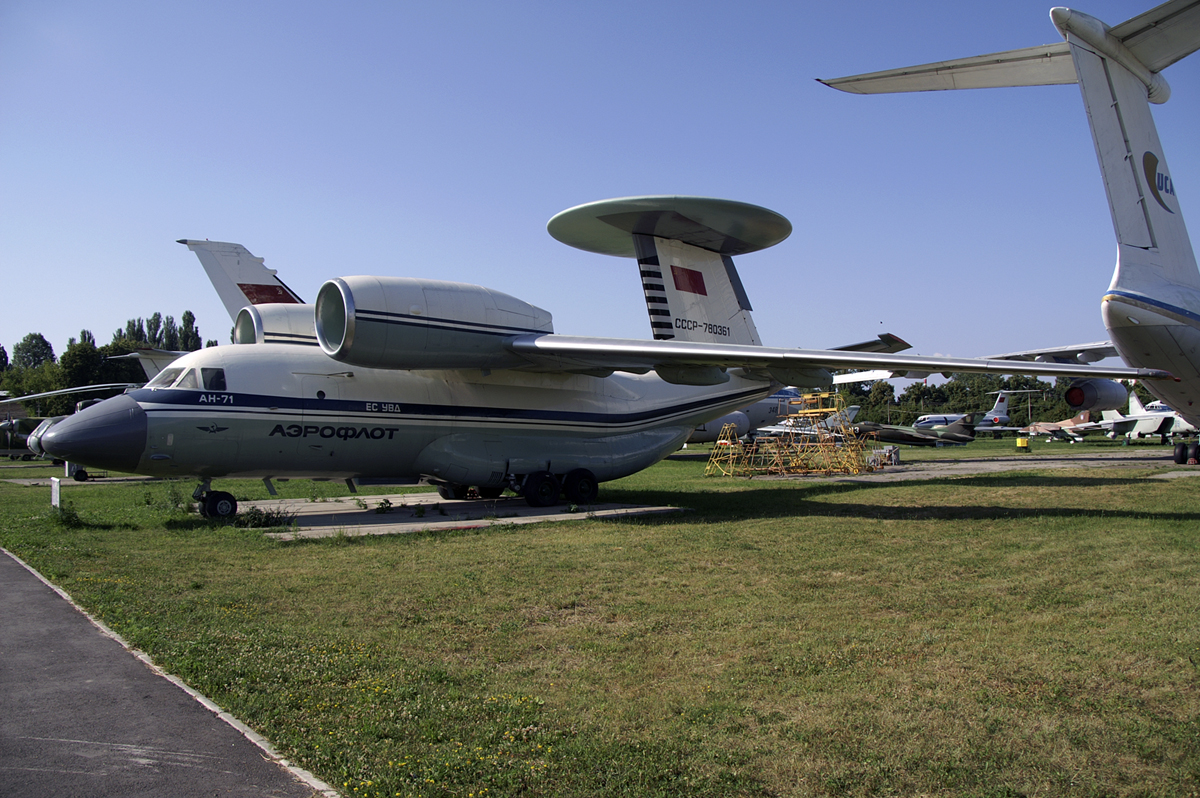
L'esemplare di An-71 esposto presso l'Ukraine State Aviation Museum.

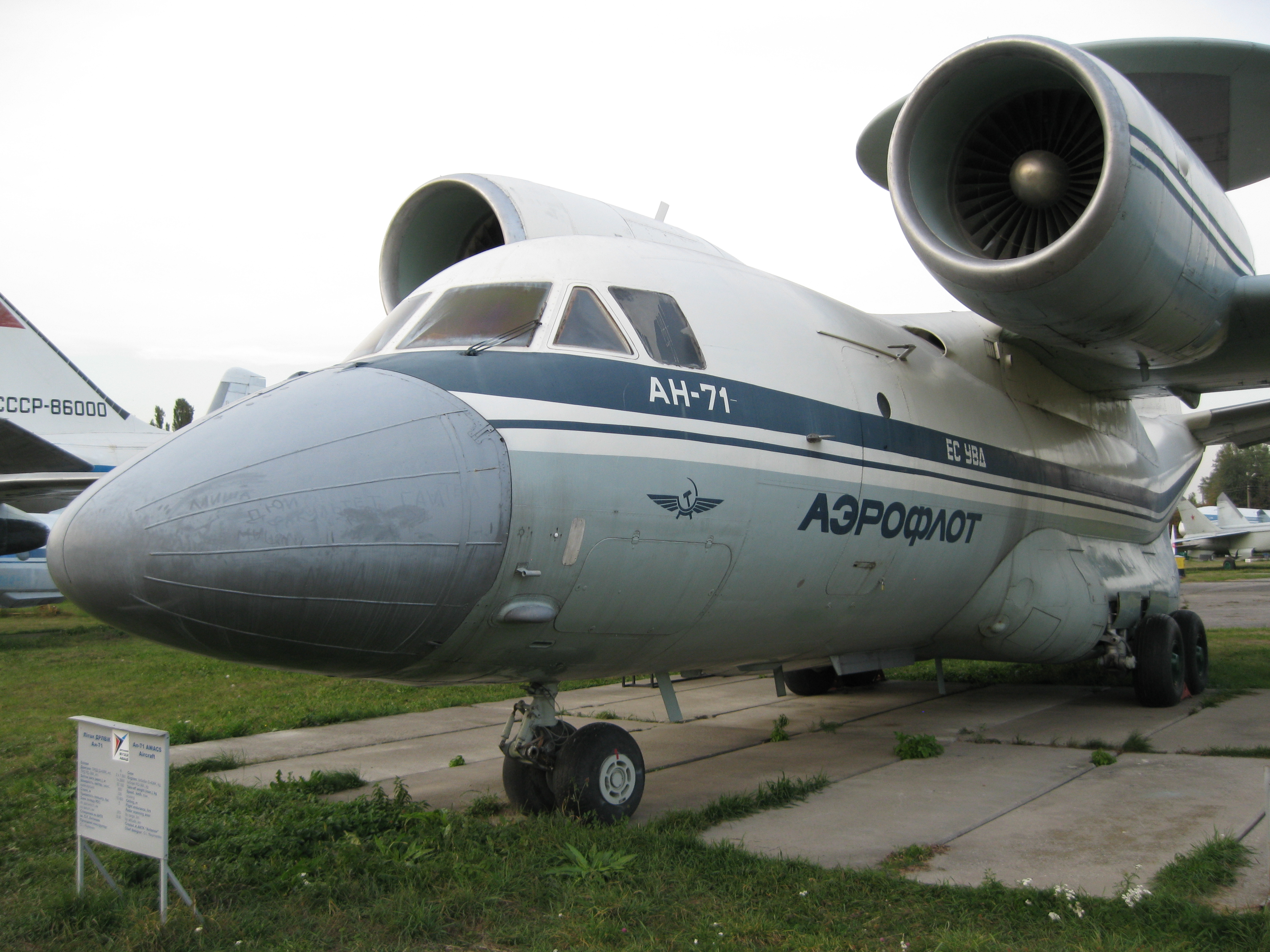
Vista del radome anteriore dell'An-71. Notare la particolare posizione sopra le ali delle gondole motori.

Al termine degli anni settanta il blocco occidentale disponeva di alcuni modelli di aereo con compiti di scoperta radar e sorveglianza aerea, la United States Air Force e le principali forze aeree delle nazioni aderenti alla NATO i Boeing E-3A e la United States Navy il Grumman E-2A, quest'ultimo utilizzato con profitto anche dall'israeliana Heyl Ha'Avir nel 1982, durante l’invasione del Libano.
Nello stesso periodo l’aviazione sovietica era equipaggiata con il quadrimotore Tupolev Tu-126 il quale, tuttavia, non era in grado di svolgere il compito nel controllo diretto delle operazioni militari come i suoi analoghi di produzione statunitense. Per ovviare alla carenza nel 1982 il governo sovietico, più precisamente su iniziativa dei ministeri della Difesa, dell'aviazione e dell'industria radioelettronica,  decise di avviare un programma di ricerca su un sistema aereo operativo-tattico DRLO incaricandone lo sviluppo all'OKB-153 Antonov di Kiev, nell'allora Repubblica Socialista Sovietica Ucraina, ed alla moscovita NPO Vega. Le specifiche tecniche vennero emesse tra il 1982 e il 1983 dalla Voenno-vozdušnye sily SSSR (V-VS), l'aeronautica militare sovietica, coadiuvata dal suo comando di Difesa aerea nazionale, Protivo-Vozdushnoj Oborony o P-VO, e prevedeva che il nuovo velivolo avesse un’autonomia oraria di cinque ore, ed il radar installato avesse la possibilità di inseguire contemporaneamente fino a 120 bersagli. Come piattaforma l’ufficio tecnico dell’OKB 153 valutò dapprima a possibilità l’An-12, poi l’An-32 optando, infine, per una apposita versione dell’aereo da trasporto a reazione An-72, dotato di capacità STOL.
Il nuovo modello fu designato An-71, ed era caratterizzato dal vistoso rotodome dorsale posizionato sopra l'elemento verticale dell'impennaggio, dall’adozione dei propulsori turboventole Progress D-436K, integrati da un turbogetto Rybinsk RD-38A posizionato in coda. Il Consiglio dei Ministri approvò lo sviluppo del velivolo il 9 gennaio 1984, confermando l’ingegnere A.I Naoomenko a capo del team di progettisti, ed ordinando la produzione di due prototipi e una cellula per prove statiche, da realizzarsi presso lo stabilimento di Kiev-Svyatoshino.

## Descrizione tecnica
L’Antonov An-71K era un velivolo monoplano, trimotore, di costruzione interamente metallica. L'ala, di forma trapezoidale, era montata in posizione alta, mentre la fusoliera, del diametro di 3,1 m, era semimonoscocca. Il carrello triciclo anteriore era completamente retrattile, con le gambe principali che alloggiavano, in posizione centrale, all'interno della parte inferiore della fusoliera.
L'equipaggio era composta da sei persone, due piloti, un ingegnere di volo e tre operatori di missione, ed alloggiava in un abitacolo pressurizzato. Il velivolo era dotato di sistema automatico di soppressione del fuoco (Fire Suppression System), e sistema di sghiacciamento delle ali.
I propulsori principali erano due turboventole Progress D-436K, eroganti la potenza di 7 500 kgf, integrati da un turbogetto Rybinsk RD-38A posizionato in coda, erogante 2 900 kgf, e con lo scarico sotto l’impennaggio al fine di favorire la corsa di decollo. Il carburante, contenuto in sette serbatoi, era pari a 16.250 litri.
La dotazione elettronica comprendeva un radar di navigazione ognitempo Gradiyent, un sistema IFF SRO-1P Parol’-2D, un sistema di navigazione inerziale I-21, un sistema di registrazione dei dati di volo MSRP-64M-2.
Il radar di scoperta doppler a impulsi era un NPO "Vega-M", la cui antenna era contenuta in un rotodome, posizionato nella parte superiore dell’impennaggio di coda, e rotante sui 360°.  Il radar "Vega-M" aveva una portata massima di scoperta di 350-370 km, e 200-350 km in tracking, e poteva scoprire fino a 400 bersagli, inseguendone contemporaneamente fino a 120.

## Impiego operativo
Il primo di essi (numero di serie 01 o URSS-780.151) volò per la prima volta il 12 luglio 1985 nelle mani dei collaudatori A.V. Tkachenko e S.A.Gorbik, e fu presentato ufficialmente al Segretario generale del PCUS Michail Gorbačëv a Kiev il 25 giugno successivo. Il secondo prototipo andò in volo per la prima volta il 19 febbraio 1986 nelle mani dei collaudatori G. Lysenko e A.V. Tkachenko e fu poi presentato alle autorità sovietiche sulla base aerea di Kubinka nell’estate del 1988. I due prototipi volarono per un totale di 1.030 ore in 649 missioni, e poi il programma fu definitivamente abbandonato. Dopo lo dissoluzione dell'Unione Sovietica la società Antonov cercò di commercializzare l’An-71, e negli anni duemila propose, senza successo, la vendita al governo indiano di alcuni esemplari al prezzo di 200 milioni di dollari americani Nel 2010 uno dei prototipi è stato trasferito all'Ukraine State Aviation Museum per il restauro e la successiva esposizione al pubblico.

### La prevista versione imbarcata
Verso la fine del 1982 la Voenno-morskoj flot, la marina militare sovietica, valutò l’adozione di una particolare versione imbarcata dell’An-71, da impiegare sulla nuova superportaerei Ul'janovsk, designata An-75. Tale versione era appositamente progettata per l’impiego su portaerei, e l'AV-MF richiese l’installazione del radar di scoperta aerea "Kvant-M" in sostituzione del "Vega-M", il posizionamento dei propulsori in gondole subalari anziché sopra l’ala, rendendo l’aereo simile al successivo An-74TK-300, e l’adozione di ulteriori modifiche strutturali e aerodinamiche. Considerato troppo costoso per l’adozione, gli venne preferito il modello Yak-44E,  ma il crollo dell’unione Sovietica e la successiva crisi economica posero fine ad ogni tentativo di acquisto.

## Versioni
- An-71 (numero di serie 01 o URSS-780.151): fu il primo prototipo a volare il 12 luglio 1985. Si trova presso l'aeroporto Antonov
- An-71 (numero di serie 02): aereo usato per le sole prove statiche
- An-71 (numero di serie 03 o URSS-780.361): secondo prototipo volò per la prima volta il 28 febbraio 1986. Il 16 ottobre 2010 è stato trasferito presso il National Aviation Museum

## Utilizzatori
Unione Sovietica
- Aviacija voenno-morskogo flota

utilizzato solo per valutazione comparativa.

### Esplicative
1. ↑  Gli altri componenti dell’equipaggio erano l’ingegnere di volo V.A. Petrenko e l’ingegnere responsabile dei collaudi I.I Radautsan.
2. ↑  Gli altri componenti dell’equipaggio erano l’ingegnere di volo Yu. A. Dimitriyev e l’ingegnere responsabile dei collaudi N.M. Berezyuk.
3. ↑  In quella stesa occasione furono esibiti anche i prototipi dei caccia MiG-31M, MiG-29M, Su-27M, del bombardiere strategico Tupolev Tu-160, e dell'elicottero da attacco Kamov Ka-50.

### Bibliografiche
1. 1 2  Антонов Ан-71 in Уголок неба.
2. ↑  (EN) Andreas Parsch e Aleksey V. Martynov, Designations of Soviet and Russian Military Aircraft and Missiles, su Designation-Systems.net, http://www.designation-systems.net, 2 luglio 2008. URL consultato il 10 febbraio 2012.
3. 1 2 3 4 5 6 7 8 9  Gordon, Komissarov 2005, p. 61.
4. 1 2  (EN) John Pike, An-71 Madcap - Development, su GlobalSecurity.org, http://www.globalsecurity.org, 9 luglio 2011. URL consultato l'11 febbraio 2012.
5. ↑  In lingua russa ПпротивоВвоздушной Ообороны.
6. 1 2 3 4 5  Gordon, Komissarov 2005, p. 62.
7. 1 2 3 4 5  Gordon, Komissarov 2005, p. 66.
8. ↑  Gordon, Komissarov 2005, p. 75.
9. 1 2 3 4  Gordon, Komissarov 2005, p. 79.
10. ↑  Gordon, Komissarov 2005, p. 77.
11. ↑  Gordon, Komissarov 2005, p. 78.
12. 1 2 3  Gordon, Komissarov 2005, p. 67.
13. ↑  Gordon, Komissarov 2005, p. 80.
14. 1 2  Aerei n.61, gennaio-febbraio 2011, p. 46.
15. 1 2 3  Gordon, Komissarov 2005, p. 70.
16. ↑   Pulkit Singh, India and Israel to ink Phalcon deal, in Journal of Electronic Defense, Association of Old Crows, 1º ottobre 2003, ISSN 0192-429X (WC · ACNP). URL consultato il 23 giugno 2015 (archiviato dall'url originale il 24 settembre 2015). Ospitato su HighBeam Research.
17. ↑  Transporting the Madcap to the museum.
18. ↑  An-71 Madcap in GlobalSecurity.org.

### Periodici
- Quando la VMF voleva l'E-2. Un aspetto poco noto dei programmi della Marina sovietica per un aereo-radar, in Aerei, n. 61, Parma, Delta Editrice, gennaio-febbraio 2011,  pp. 46-47, ISSN 0390-1076 (WC · ACNP).